# Kneese
Kneese är en kommun och ort i Landkreis Nordwestmecklenburg i förbundslandet Mecklenburg-Vorpommern i Tyskland.
Kommunen ingår i kommunalförbundet Amt Gadebusch tillsammans med kommunerna Dragun, Gadebusch, Krembz, Mühlen Eichsen, Roggendorf, Rögnitz och Veelböken.